# Ilana Glazer
Ilana Glazer (New York, 12 aprile 1987) è un'attrice, comica, produttrice cinematografica  e regista statunitense.
Con Abbi Jacobson ha ideato e creato la sitcom Broad City.

## Filmografia

### Attrice
- Broad City – serie TV, 50 episodi (2014-2019)
- Inside Amy Schumer – serie TV, episodio 3x06 (2015)
- Sballati per le feste! (The Night Before), regia di Jonathan Levine (2015)
- Crazy Night - Festa col morto (Rough Night), regia di Lucia Aniello (2017)
- Sesamo apriti (Sesame Street) – serie TV, 3 episodi (2018)
- False Positive, regia di John Lee (2021)
- Afterparty – serie TV, 8 episodi (2022)

### Doppiatrice
- Lucas Bros. Moving Co. – serie animata, episodio 2x05 (2015)
- BoJack Horseman – serie animata, episodi 2x11, 3x11 e 6x10 (2015-2020)
- Brad Neely's Harg Nallin' Sclopio Peepio – serie animata (2016)
- Prosciutto e uova verdi (Green Eggs and Ham) – serie animata (2019-2022)

### Sceneggiatrice
- Broad City (2014-2019)
- False Positive (2021)
- The Boys presenta: Diabolico! (2022)

### Produttrice
- Broad City (2014-2019)
- False Positive (2021)

### Regista
- Broad City (2017, 2019)

## Doppiatrici italiane
Nelle versioni in italiano dei suoi film, Ilana Glazer è stata doppiata da:
- Erica Necci in Crazy Night - Festa col morto
- Chiara Oliviero in Afterparty
- Beatrice Maruffa in Broad City

Da doppiatrice è stata sostituita da:
- Giulia Franceschetti in BoJack Horseman